# John Langley (Eishockeyspieler)
John Arthur „Art“ Langley (* 25. Juni 1896 in Melrose, Massachusetts; † 5. März 1967 in Eustis, Florida) war ein US-amerikanischer Eishockeyspieler. 

## Karriere
John Langley nahm für die US-amerikanische Nationalmannschaft an den Olympischen Winterspielen 1924 in Chamonix teil. Mit seinem Team gewann er die Silbermedaille. Er selbst kam im Turnierverlauf in einem Spiel zum Einsatz. Auf Vereinsebene spielte er für den Melrose Athletic Club aus seiner Heimatstadt.

## Erfolge und Auszeichnungen
- 1924 Silbermedaille bei den Olympischen Winterspielen